# Jean Bonato
Jean Bonato, né le 14 décembre 1932 à Laval (aujourd'hui Laval-sur-Vologne) dans les Vosges et décédé le 21 avril 2010 à Tours (Indre-et-Loire), est un footballeur français reconverti entraîneur. A ne pas confondre avec le baryton-fantaisiste et comédien belge homonyme.

## Biographie
Il connaît une carrière de joueur professionnel à Nancy notamment. International militaire et amateur, ses coéquipiers de l'époque se nomment Raymond Kopa et Michel Hidalgo. Il joue ensuite à Besançon puis Béziers.
En 1957-1958 (avec Marius Tagliagossi) puis 1958-1959, il est le meilleur buteur de Béziers. En 1962, il offre la Coupe Charles Drago à Besançon en marquant l'unique but de la rencontre à la 118e minute.
Jean Bonato est le premier entraîneur connu du SO Romorantin. Il marque l'histoire du club comme joueur puis entraîneur. Ce natif des Vosges est nommé moniteur d'EPS à la ville de Romorantin-Lanthenay en 1969. Cette même année, il prend en charge l'équipe première jusqu'en 1973 puis de 1985 à 1988. Ce passionné du beau jeu initie la montée en puissance du SOR.

## Statistiques
| Saison                | Club                  | Championnat           | Championnat | Championnat | Coupe(s) nationale(s) | Coupe(s) nationale(s) | Total | Total |
| Saison                | Club                  | Division              | M.          | B.          | M.                    | B.                    | M.    | B.    |
| 1953-1954             | FC Nancy              | D1                    | 10          | 1           | -                     | -                     | 10    | 1     |
| 1954-1955             | FC Nancy              | D1                    | 20          | 3           | 3                     | -                     | 23    | 3     |
| 1955-1956             | FC Nancy              | D1                    | 14          | 2           | 2                     | 1                     | 16    | 3     |
| Sous-total            | Sous-total            | Sous-total            | 44          | 6           | 5                     | 1                     | 49    | 7     |
| 1956-1957             | AS Béziers            | D2                    | 36          | 7           | 3                     | -                     | 39    | 7     |
| 1957-1958             | AS Béziers            | D1                    | 33          | 7           | 3                     | 2                     | 36    | 9     |
| 1958-1959             | AS Béziers            | D2                    | 35          | 12          | 4                     | 1                     | 39    | 13    |
| 1959-1960             | AS Béziers            | D2                    | 4           | 1           | -                     | -                     | 4     | 1     |
| Sous-total            | Sous-total            | Sous-total            | 108         | 27          | 10                    | 3                     | 118   | 30    |
| 1959-1960             | RCFC Besançon         | D2                    | 32          | 10          | -                     | -                     | 32    | 10    |
| 1960-1961             | RCFC Besançon         | D2                    | 33          | 1           | 3                     | -                     | 36    | 1     |
| 1961-1962             | RCFC Besançon         | D2                    | 30          | 1           | 4                     | 1                     | 34    | 2     |
| 1962-1963             | RCFC Besançon         | D2                    | 25          | 1           | 4                     | -                     | 29    | 1     |
| 1963-1964             | RCFC Besançon         | D2                    | 34          | 5           | 2                     | -                     | 36    | 5     |
| 1964-1965             | RCFC Besançon         | D2                    | 29          | 5           | 1                     | -                     | 30    | 5     |
| 1965-1966             | RCFC Besançon         | D2                    | 1           | -           | -                     | -                     | 1     | 0     |
| 1966-1967             | RCFC Besançon         | D2                    | -           | -           | -                     | -                     | 0     | 0     |
| 1967-1968             | RCFC Besançon         | D2                    | 1           | -           | -                     | -                     | 1     | 0     |
| 1968-1969             | RCFC Besançon         | D2                    | 2           | -           | -                     | -                     | 2     | 0     |
| Sous-total            | Sous-total            | Sous-total            | 187         | 23          | 14                    | 1                     | 201   | 24    |
| Total sur la carrière | Total sur la carrière | Total sur la carrière | 339         | 56          | 29                    | 5                     | 368   | 61    |

## Palmarès
- Coupe Charles Drago
  - Vainqueur : 1962 avec Besançon